# Cesenatico

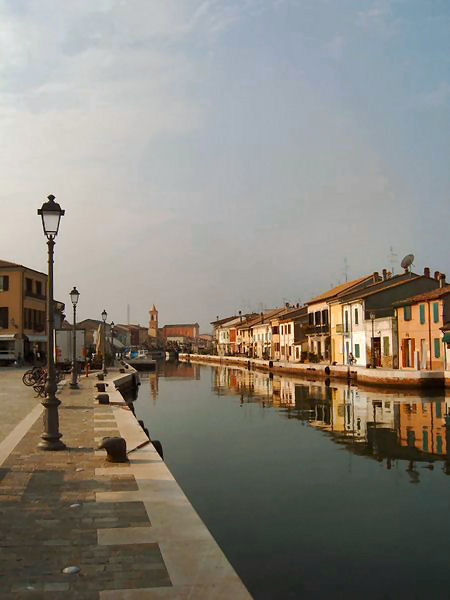
Kanał Portowy

Cesenatico – miasto i gmina we Włoszech, w regionie Emilia-Romania, w prowincji Forlì-Cesena.
Według danych na rok 2004 gminę zamieszkiwało 21 370 osób, 474,9 os./km².

## Współpraca
Miejscowości partnerskie:
- Aubenas, Francja
- Delfzijl, Niderlandy
- Schwarzenbek, Niemcy
- Sierre, Szwajcaria
- Zelzate, Belgia